# Рахматов, Шариф
Шариф Рахматов (тадж. Шариф Раҳматов; 9 мая 1910 — 4 февраля 1970) — советский, таджикский государственный и политический деятель. Выпускник Среднеазиатского Коммунистического университета при ЦК ВКП (б) в Ташкенте (1930—1932), выпускник Ленинских курсов при ЦК ВКП (б) в Ленинграде (02.1941—06.1941), выпускник Военно-политической академии имени В. И. Ленина в Москве (06.1941—12.1941), участник Великой Отечественной войны (09.1942—12.1942), второй секретарь Горно-Бадахшанского обкома ВКП (б) (12.1943—11.1947), председатель облисполкома Горно-Бадахшанского областного Совета депутатов трудящихся (1947—1949, 1953—1957), председатель Хорогского городского исполнительного комитета Совета депутатов трудящихся (05.1938—10.1939).

## Биография
Родился 26 (9) мая 1910 года в кишлаке Рын, Ишкашимский район, Ферганская область, Российская империя, в семье дехканина, таджика по национальности. В 7 лет лишился матери, 2 года воспитывался у дяди по линии матери, по возвращении в родной кишлак пас овец до 18 лет, затем был отправлен в первый государственный интернат на Памире в Хорог (1928—1929). Выпускник Высшей партийной школы при ЦК ВКП (б) (1932), член ВКП (б)/КПСС с 1937 года.
Свою трудовую деятельность Ш. Рахматов начал слушателем школы советских и партийных работников при обкоме ВКП (б) в Хороге в 1929 году. Принят кандидатом в члены ВКП (б) во время учёбы в Среднеазиатском Коммунистическом университете при ЦК ВКП (б) в Ташкенте (1930—1932).
По окончании университета заведующий Отделом народного образования районного исполнительного комитета Шуроабадского Совета депутатов трудящихся (1932—1933), с ноября 1933 года — секретарь Гиссарского райкома комсомола.
Слушатель курсов комсомольских работников при ЦК ВЛКСМ в Москве (1933—1934), затем работал секретарем Шугнанского районного комитета комсомола (1934—1937).
С февраля по сентябрь 1937 года работал заведующим парткабинетом, затем инструктором Горно-Бадахшанского обкома ВКП (б) Таджикистана, с января по май 1938 года работал начальником управления строительства ГБАО, после до октября 1939 года работал председателем оргбюро Хорогского городского Совета депутатов трудящихся, затем по февраль 1940 года работал замзавом Организационным отделом Горно-Бадахшанского обкома ВКП (б) Таджикистана.
В феврале 1940 года Ш. Рахматов был избран первым секретарем Рошткалинского районного комитета ВКП (б) Таджикистана. В феврале 1941 года он был отправлен в Ленинград на Ленинские курсы при ЦК ВКП (б), которые окончил в июне 1941 года. В Красной Армии с 29 июня 1941 года, г. Ленинград.
Курсант Военно-политической академии имени В. И. Ленина в Москве с июня по декабрь 1941 года.
В декабре 1941 года был направлен в Таджикскую ССР на службу в качестве политрука эскадрона МВС при 104-й отдельной кавалерийской дивизии в г. Сталинабаде (06.1941—09.1942).
Политрук, гвардии старший политрук; зам. командира; командир пулемётной роты 3 батальона 122-го Гвардейского стрелкового полка 41-й Гвардейской стрелковой дивизии 4-го гвардейского стрелкового корпуса в составе 1-й Гвардейской армии Юго-Западного фронта (09.1942—12.1942): 

«НАГРАДНОЙ ЛИСТ: 1. Фамилия, имя, отчество — Рахматов ШАРИФ. 2. Звание — Гвардий ст. политрук. 3. Должность, часть — Зам. командира пуль. роты 3 батальона 122 ГВ. СП 41 ГВ.СД. Представляется к ордену „КРАСНАЯ ЗВЕЗДА“. 4. Год рождения — 1910 г. 5. Национальность — таджик. 6. Партийность — член ВКП /б/ с 1937 г. 7. Участие в отечественной войне — Участник. 8. Имеется ранения и контузии в отечественной войне — тяжело ранен в бою у ст. Чертково 29.12.42 г. 9. С какого времени в Красной Армии — С 29.6.41 г. <…> КРАТКОЕ, КОНКРЕТНОЕ ИЗЛОЖЕНИЕ ЛИЧНОГО БОЕВОГО ПОДВИГА ИЛИ ЗАСЛУГ. В боях под ст. Чертково проявил мужество и отвагу перед превосходящими силами противника, повел свою роту в атаку и ворвался в передний край обороны противника, уничтожив при этом огнем из ППШ до 10 немецких солдат, гранатой вывел из строя один станковый пулемёт. Достоин правительственной награды ордена „КРАСНАЯ ЗВЕЗДА“ 3 января 1943 г. КОМАНДИР 122 ГСП ГВАРДИЙ ПОДПОЛКОВНИК: — (подпись, печать) /ГУРИН/».

«Старший Политрук РАХМАТОВ ШАРИФ активный участник Отечественной войны, имел тяжелое ранения. Участвовал непосредственно в боевых порядках в районе среднего течения Дона, против немцев и итальянцев с 7 ноября 1942 г. по 29 декабря 1942 г. в должности политрука роты 41 Гв. СД 2 Гв. Армии. 16 декабря 1942 г. будучи политруком пулеметной роты в составе 41 Гв. СД поддерживая стрелковые подразделения прорвана сильно укрепленная оборона немцев и итальянцев в районе среднего течения Дона вблизи райцентра Нижняя Мамоновка, Воронежская обл. После прорыва преследуя противника заняты Богучар, Воронежской обл. крупные населенные пункты Твердохлебова, Танково и др. 22 декабря 1942 г. руководимой им ротой станковых пулеметов в районе Чертково Ростовской обл. уничтожен танковый десант немцев на 6 танках. ГОРНО-БАДАХШАНСКИЙ ОБЛАСТНОЙ ВОЕННЫЙ КОМИССАР — КАПИТАН (подпись, печать) /ЛОБОВ/ 1 августа 1944»— 
29 декабря 1942 года при освобождении Чертково был ранен командир 7-й стрелковой роты, Рахматов при наступлении взял инициативу командования на себя, где был тяжело ранен с ампутацией левой ноги, ранен в правую ногу и отморозил во время ранения пальцы на обоих руках. Долгое время, до июля 1943 года проходил лечение в различных госпиталях, до декабря 1943 года находился в отпуске, после чего был демобилизован из армии по инвалидности 2-й группы и снят с военного учёта.
Рахматов после возвращения на родной Памир работал вторым секретарем Горно-Бадахшанского обкома ВКП (б) (12.1943—11.1947); председателем областного исполнительного комитета Горно-Бадахшанского областного Совета депутатов трудящихся (1947—1949), заместителем председателя Президиума Верховного Совета Таджикской ССР (1947—1957).
С сентября 1948 г. по август 1950 г. был слушателем Республиканской партийной школы при Центральном комитете ВКП (б) Таджикистана в Сталинабаде.
В 1950—1953 годах Ш. Рахматов работал секретарем Горно-Бадахшанского областного комитета КП Таджикистана. С 1953 по 1957 годы вновь занимал должность председателя областного исполнительного комитета Горно-Бадахшанского областного Совета депутатов трудящихся; в 1957—1958 гг. — секретарь Горно-Бадахшанского обкома КП Таджикистана.
Шариф Рахматов ушёл из жизни скоропостижно 4 февраля 1970 года, на шестидесятом году жизни. Сказались боли, сопровождавшие его все годы после ранения в 1942, контузии, подорванное на фронте здоровье, тяжёлый труд по восстановлению народного хозяйства после войны в Горно-Бадахшанской автономной области. 

«Однажды получаю письмо из Москвы от профессора Н. З. Монакова. <…> в постскриптуме просил разыскать адрес инвалида Отечественной памирца Шарифа Рахматова. О нём хотел написать в своих военных мемуарах. <…> В больнице, куда я должен был идти на очередную консультацию, находился ныне покойный генерал Мастибек Ташмухамедов, знаменитый памирец наверняка поможет в розыске <…> спрашиваю не знает ли он Шарифа Рахматова. Тот помедлил немного и сказал: „Его уже нет. Старые раны и болезнь сделали свое дело. Но с его личным делом можно ознакомиться в республиканском военном комиссариате. Я помогу вам в этом“. <…> В волнении отрываюсь от чтения бумаг в личном деле. Здесь же, на стыке двух фронтов — Воронежского и Сталинградского фронтов — в декабре 1942 года действовал и наш 18 танковый корпус. <…> В середине декабря наши войска в районе Богучар перешли в наступление. Их задачей было отсечь тылы фашистской группировки войск, окруженной под Сталинградом. …Читаю дальше „… 28 декабря на станции Чертково в ночной атаке был тяжело ранен в обе ноги. С большой кровопотерей всю ночь до утра пролежал на снегу. Очнулся, когда подползли санитары и стали оказывать помощь. Отмороженных конечностей не чувствовал. Доставили в полевой госпиталь, где ампутировали ногу. Эвакуировали в полевые госпитали в Калаче, Балашове, а затем в тыловые — в Казани, Чите. Домой вернулся в середине июня 1943 года на костылях…“ <…> Сердце щемить. Как жаль, что в день нашего первого и последнего знакомства <…> Сказать, что мы были рядом, участвовали в одних и тех же боях, а может встречались где-то бок о бок… Как согрел бы его последние дни такой разговор!»— Б. Л. Жуков

## Общественная работа
Избирался:
- депутатом областного Совета трудящихся ГБАО,
- депутатом Верховного Совета Таджикской ССР 1-го, 2-го, 3-го, 4-го созывов,
- членом Бюро Горно-Бадахшанского обкома партии,
- членом ЦК КП Таджикистана[1][3][11].

## Награды
- орден Отечественной войны I степени,
- пять орденов Трудового Красного Знамени,
- орден Красной Звезды «В боях под ст. Чертково (29.12.42 г.) проявил мужество и отвагу перед превосходящими силами противника, повел свою роту в атаку и ворвался в передний край обороны противника, уничтожив при этом огнем из ППШ до 10 немецких солдат, гранатой вывел из строя один станковый пулемёт»[к. 9],
- орден «Знак Почёта» (за строительство Большого Памирского тракта им. Сталина),
- медаль «За отвагу»,
- медаль «За победу над Германией в Великой Отечественной войне 1941—1945 гг.»,
- медаль «За доблестный труд в Великой Отечественной войне 1941—1945 гг.»,
- почётная грамота Президиума Верховного Совета Таджикской ССР[1][2][3].

## Семья
- Жена — Юсуфова Махтоб, тадж. Маҳтоб Юсуфова (1915—1961) — уроженка к. Зонг Лянгарского района Ваханской волости Памирского района (с правами уезда) Ферганской области Российской империи, училась в 7-летней школе к. Зонг, затем работала в райцентре Шитхарв в Вахане, после жила в к. Зонг, где и в 1937 году вышла замуж[12]

Дочери:
- Рахматова Джамол Шарифовна, тадж. Ҷамол Шарифовна Раҳматова (1938—2019) — выпускница лечебного факультета Таджикского государственного медицинского института имени Абуали ибни Сино (Авицены) (1965), врач-фтизиатр областного противотуберкулезного диспансера в Хороге (1965—1971), врач-офтальмолог областного трахоматозного диспансера (1971—1974), главный врач областной глазной больницы в Хороге (1974—1986), врач-офтальмолог областной глазной больницы ГБАО (1986—1994), курсы повышения квалификации: Одесский НИИ глазных болезней и тканевой терапии им. академика В. П. Филатова (1979); Центральный ордена Ленина институт усовершенствования врачей в Москве (1981); Московский НИИ глазных болезней им. Гельмгольца (1984); Таджикский гос. мединститут им. А. Сино (1989), врач 1-й категории (1989), на пенсии с 1994 г., награждена медалью «За доблестный труд. В ознаменование 100-летия со дня рождения Владимира Ильича Ленина» (1970), медалью «Ветеран труда», Отличник здравоохранения СССР (1988), депутат Горно-Бадахшанского областного Совета депутатов трудящихся 13 созыва (1971—1973)[13]. Муж Шабдолов Чарогабдол Камбарович (1938—2008).
- Рахматова Давлатмо Шарифовна (1944—2018) — выпускница факультета русского языка Душанбинского государственного педагогического института им. Т. Г. Шевченко, работала учительницей средней школы № 30 г. Душанбе[14],
- Рахматова Нисо Шарифовна (род. 05.02.1949) — выпускница факультета русского языка Душанбинского государственного педагогического института имени Т. Г. Шевченко, до пенсии работала учительницей средней школы № 37 им. А. Г. Мироненко в г. Душанбе[14],
- Сын — Рахматов Шоди (Саша) Шарифович (1946—1997) — выпускник строительного факультета Душанбинского политехникума, работал в строительных организациях ГБАО[14].

## Память
- На родине, на Памире, в Горно-Бадахшанской автономной области, в Ишкашимском районе его имя присвоено Средней школе № 20 кишлака Рына;
- Имя Шарифа Рахматова носит улица в Хороге;
- Справочник по истории Коммунистической партии и Советского Союза 1898—1991: Биографии Knowbysight.info
- 9 МАЯ: Рахматов Шариф. Годы жизни: 09.05.1910 — 04.02.1970. Звание: Гвардий ст. политрук. Родился в 1910 году в семье дехканина бедняка, в кишлаке Рын ... 9may.alif.tj/. Дата обращения: 12 мая 2019.
- Б. Жуков. Скрещение судеб Известный в республике хирург Б. Жуков размышляет о пережитом // Коммунист Таджикистана. — Душанбе, 1989. — 6 января (№ 5 (17648)). — С. 3. «ОЧЕРЕДНАЯ консультация больных. <…> Обратится к хирургу его вынудило старое ранение. Болела культя бедра, особенно болела ночью. Никак не шёл сон, а если удавалось заснуть — опять снилась война, та холодна ночь декабря сорок второго года. <…> отвечает коротко: в наступлении был тяжело ранен лишился ноги, долго лечился, а затем возвратился домой на Памир. <…> поблагодарил меня и сказал: „Не забывайте наши Памирские края! До встречи!“ … Прошло несколько лет, но памирец с колодочками больше не приезжал…»➤

### Комментарии
1. ↑  В связи с завершением строительства, успешной организацией работ и сдачей в эксплуатацию в срок строительство Большого Памирского тракта им. Сталина, Рахматов Ш. был удостоен Орденом «Знак Почёта».
2. ↑  Согласно распоряжению Наркомата обороны СССР, в августе 1941 г. правительством Таджикской ССР были сформированы 98-я отдельная и 99-я стрелковая бригады, 104-я кавалерийская дивизия, участвовавшие в обороне Москвы, Сталинграда и других районов страны, из ресурсов республики для комплектования воинских частей было выделено 3365 автомашин, 105 тракторов и около 19 тысяч лошадей, шла организованная мобилизация личного состава для этих соединений. См. naslednikipobedi.ru.
3. ↑  Должность «политический руководитель» являлась должностью среднего и старшего начальствующего состава ВС СССР, и имелась практически во всех подразделениях уровня не ниже роты.
4. ↑  C введением персональных воинских и специальных званий для политработников: «младший политрук», «политрук» и «старший политрук», соответствовавших общим воинским званиям «лейтенант», «старший лейтенант» и «капитан».
5. ↑  16 декабря 1942 года дивизия прибыла на Юго-Западный фронт, где в составе 4-го гвардейского стрелкового корпуса 1-й гвардейской армии вела наступательные бои в следующих направлениях: Чертково, Беловодск, Старобельск, Новая Астрахань, Рубежная, Лисичанск.
6. ↑  5 ноября 1942 года директивой Ставки ВГК от 1 ноября в составе Юго-Западного фронта 2-го формирования путём преобразования 63-й армии (1-я гвардейская, затем 3-я гвардейская), в армию вошёл 4-й гвардейский стрелковый корпус.
7. ↑  В конце ноября 1942 года 41-я гвардейская стрелковая дивизия (41-й Гв. СД) была переброшена к фронту в район среднего течения Дона и заняла оборону в селе Нижний Мамон. К вечеру 31 января к п. Лисхимстрой подошли подразделения 122-го гвардейского стрелкового полка (122-го Гв. СП) полковника Степана Павловича Гурина, которые и выбили из поселка врага в ночь с 31 января на 1 февраля. <…> удалось установить имена участников боев 1942—1943 гг. из состава 122-го Гв. СП 41-й Гв. СД: 1. Командир учебного батальона 41-й Гв. СД — майор Гурин Степан Павлович. При освобождении п. [[Северодонецк|Лисхимстрой]] командовал 122-м Гв. СП. <…> 8. Начальник обозно-вещевого снабжения 122-го Гв. СП Волков Константин Кузьмич (перечень составлен по записям Гурина С. П. по состоянию с августа 1942 по март 1943 г.). Дата обращения: 12 мая 2019. Архивировано 12 мая 2019 года.
8. ↑  Персональный пенсионер союзного значения с 23 мая 1958 г., одновременно работал директором областного краеведческого музея (06.1958—09.1965).
9. ↑  «Секретно. экз. № 336 ПРИКАЗ. ЧАСТЯМ 41 СТРЕЛКОВОЙ ДИВИЗИИ. № 05/Н. „10“ Января 1943 года. Действующая Красная Армия. От имени Президиума Верховного Совета Союза СССР за образцовое выполнение боевых заданий командования на фронте борьбы с немецкими захватчиками и проявление при этом доблесть и мужество НАГРАЖДАЮ: ОРДЕНОМ „КРАСНАЯ ЗВЕЗДА“ <…> 21. Гвардии старшего политрука РАХМАТОВА Шарифа Зам. командира пульроты 122 Гвард. Стрелков. полка» (Приказ №: 5/н От: 10.01.1943 Издан: 41 гв. сд Архив: ЦАМО Фонд: 33 Опись: 682526 Единица хранения: 420 № записи 16065005).